# Louise Ritter
Louise Dorothy Ritter (Dallas, 18 febbraio 1958) è un'ex altista statunitense, vincitrice della medaglia d'oro ai Giochi olimpici di Seul nel 1988.

## Biografia
Nata nello stato del Texas, alle olimpiadi del 1988 vinse la gara di salto in alto superando la bulgara Stefka Kostadinova (medaglia d'argento). Partecipò anche alle olimpiadi statunitensi del 1984 giungendo ottava.

## Palmarès
| Anno | Manifestazione  | Sede | Evento        | Risultato | Prestazione | Note            |
| ---- | --------------- | ---- | ------------- | --------- | ----------- | --------------- |
| 1988 | Giochi olimpici | Seul | Salto in alto | Oro       | 2,03 m      | Record olimpico |